# Летательный аппарат для отработки лунных посадок
Летательный аппарат по отработке лунных посадок (англ. Lunar Landing Research Vehicle, сокр. LLRV, мод. англ. Lunar Landing Training Vehicle, сокр. LLTV) — летательное средство вертикального взлёта и посадки, созданное Bell Aircraft Corporation и предназначенное для тренировки экипажа на Земле по высадке на лунную поверхность в рамках программы «Аполлон». Аппарат позволял провести эмуляцию работы лунного модуля LEM (англ. Lunar Excursion Module) в земных условиях.

## История

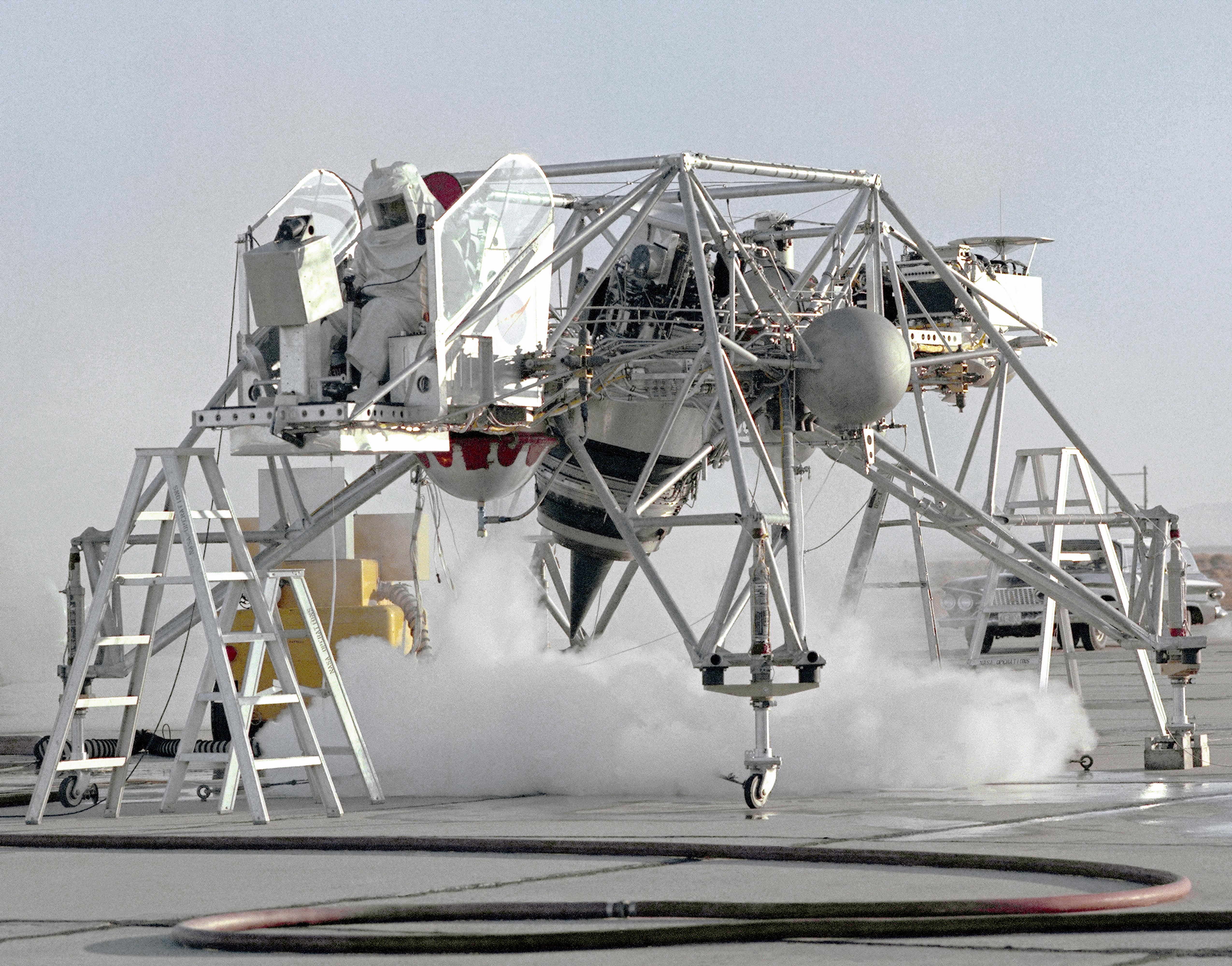
Проверка двигателей первого LLRV. 30 октября 1964 года.

В 1960-х в процессе работы над программой «Аполлон», NASA было заинтересовано в тренажёре для эмуляции приземления на лунную поверхность в земных условиях. Были предложены три модели: электронный тренажёр, дистанционно управляемый летательный аппарат и амбициозное свободно летающее летательное средство с пилотом на борту. Все три проекта были реализованы, но наиболее отличительным оказался проект по созданию самостоятельного летательного средства, который был предоставлен NASA его дочерним лётно-исследовательским центром им. Армстронга (до 1 марта 2014 года — лётно-исследовательский центр им. Драйдена), который в свою очередь заключил договор на производство тренажёров с Bell Aircraft Corporation. Идея создания эмулятора принадлежит Х. Дрейку (Hubert Drake), главными инженерами были назначены Д. Бельман (Donald Bellman) и Ж. Матранга (Gene Matranga), проектный менеджер также Д. Бельман (Donald Bellman).
Bell Aircraft Corporation уже была занята разработкой СВВП, что получило одобрение со стороны исследовательского центра и в декабре 1961 года был заключен контракт в размере 50 000 долл. на разработку тренажёра компанией, а впоследствии 1 февраля 1963 года был подписан договор в размере 3,6 млн долл. на создание первого экспериментального тренажёра (Lunar Landing Research Vehicle, сокр. LLRV) в течение 14 месяцев для лётных испытаний.
В апреле 1964 года два экспериментальных тренажёра были доставлены в исследовательский центр и испытаны в стационарном состоянии на устойчивую работу двигателей на специально предназначенном стенде без реального полёта после чего были переправлены на авиабазу Эдвардс для проведения дальнейших лётных испытаний.
Первый полёт был осуществлён 30 октября 1964 года лётчиком-испытателем Д. Уокером, в общей сложности длившемся 3минуты, включая 1 минуту на максимальной высоте в 3 метра. Дальнейшие испытательные полёты были проведены также Д. Уокером, пилотом исследовательского центра Д. Малликом (Don Mallick), военным пилотом Д. Клювером (Jack Kleuver) и пилотами NASA: Д. Алгранти (Joseph Algranti) и Г. Риамом (Harold E. "Bud" Ream).
К середине 1966 года NASA собрало достаточно информации по проведённым экспериментальным полётам и заключило контракт с Bell Aircraft Corporation на производство трёх дополнительных тренажёров Lunar Landing Training Vehicle (LLTV) стоимостью 2,5 млн долл. каждый.
В декабре 1966 первый LLTV был доставлен в Хьюстон, в январе 1967 — второй. Второй борт был модифицирован и в нём уже присутствовали средства управления (в частности, трёхосевой джойстик) и эргономика кабины, которые впоследствии использовались в реальных посадочных лунных модулях.
К моменту прибытия в Хьюстон, где пилоты должны были стать инструкторами для астронавтов, LLRV №2 был в полёте 7 раз, тогда как аппарат №1 — 198.
Впоследствии 3 из 5 летательных тренажёров были разрушены во время тренировочных полётов: LLRV №1 в мае 1968 года и два LLTV в декабре 1968 года и январе 1971 года. Два происшествия в 1968 году, примерно за год до будущего прилунения первых астронавтов, не помешали руководителям проекта продолжить подготовку к высадке.
| Название аппарата | Текущий статус | Дата           | Место                                           | Примечание                                      |
| ----------------- | -------------- | -------------- | ----------------------------------------------- | ----------------------------------------------- |
| LLRV №1           | Разрушен       | 6 мая 1968     | База ВВС США Эллингтон                          | Управлялся Н. Армстронгом                       |
| LLRV №2           | Экспонат       | январь 1971    | Лётно-исследовательский центр им. Н. Армстронга | ?                                               |
| LLTV №1           | Разрушен       | 8 декабря 1968 | База ВВС США Эллингтон                          | Управлялся Д. Алгранти (Joseph Algranti)        |
| LLTV №2           | Экспонат       | ?              | Космический центр им. Л. Джонсона               | ?                                               |
| LLTV №3           | Разрушен       | 29 января 1971 | База ВВС США Эллингтон                          | Управлялся C. мл. Презентом (Stuart M. Present) |

## Конструкция

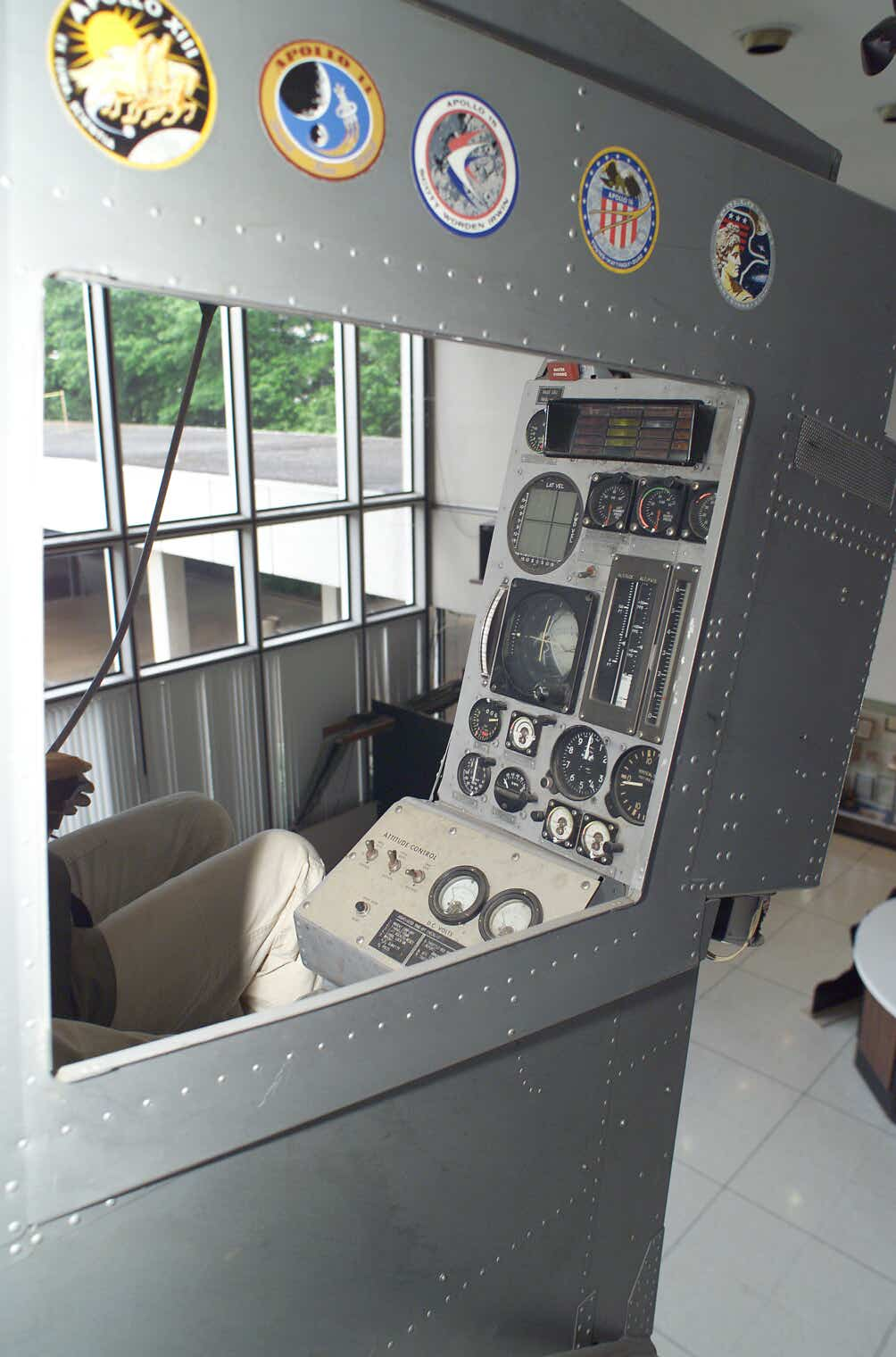
Вид на кабину LLTV №2, находящемся в Космическом центре им. Л. Джонсона

Аппарат составлен из алюминиевых рам треугольной формы с четырьмя стойками шасси, закреплённых стропами. Кабина пилота располагается между двумя передними стойками, бортовая система управления — напротив, между двумя задними.
Турбореактивный двигатель установлен вертикально в кольце карданного подвеса в центре летательного средства. Во время полёта гироскопы удерживают реактивный двигатель вертикально независимо от положения аппарата. Поскольку сила тяжести у поверхности Луны составляет шестую часть от Земной, тяга этого двигателя поддерживается на уровне 5/6 от веса аппарата. Два основных двигателя — пероксид-водородных, которые закреплены на шасси аппарата, развивают тягу в оставшуюся 1/6-ю часть веса аппарата, осуществляя задачу подъёма и спуска, а также позволяя маневрировать аппаратом в горизонтальной плоскости. Основные двигатели всегда работают в паре, чтобы устранить неравномерную тягу. Реактивный двигатель и два основных создают условия пребывания в поле тяготения Луны.
Управление креном, тангажом и рысканьем осуществляется при помощи 16 малых пероксид-водородных двигателей, связанных с кабиной пилота через электронную систему управления полётом. Для создания необходимого давления в топливной системе на основе пероксид-водорода двух основных и 16 рулевых двигателей используется гелий под высоким давлением, находящийся в баках, установленных на шасси тренажёра.
Кабина пилота находится приблизительно на высоте 1,8 м над Землей и на первых образцах летательного средства (LLRV) она была открытой спереди, сверху и сзади. В модифицированной версии аппарата (LLTV) кабину изменили так, чтобы обеспечить пилоту такой же обзор, как и в реальном лунном модуле. Ручка управления использовалась для контроля за креном и тангажом, а педали — для рысканья. На небольшую панель управления вынесены трекбол, средство индикации работы реактивного двигателя, а также индикаторы вертикальной, горизонтальной и угловых скоростей, связанные с радиолокационным блоком.
Простая система измерительных приборов передаёт режимы работы двигателей, положение аппарата и данные по скорости на наземную приёмную станцию для отслеживания параметров полёта и последующего их изучения.
Конструкция аппарата обеспечивает безопасность пилота на всех стадиях полёта. Для этого система катапультирования позволяла спасти пилота, когда аппарат ещё находился на Земле. В случае выхода из строя двух основных двигательных установок у пилота была возможность посадить аппарат при помощи резервной системы на основе 6 пероксид-водородных двигателей.

## Технические данные

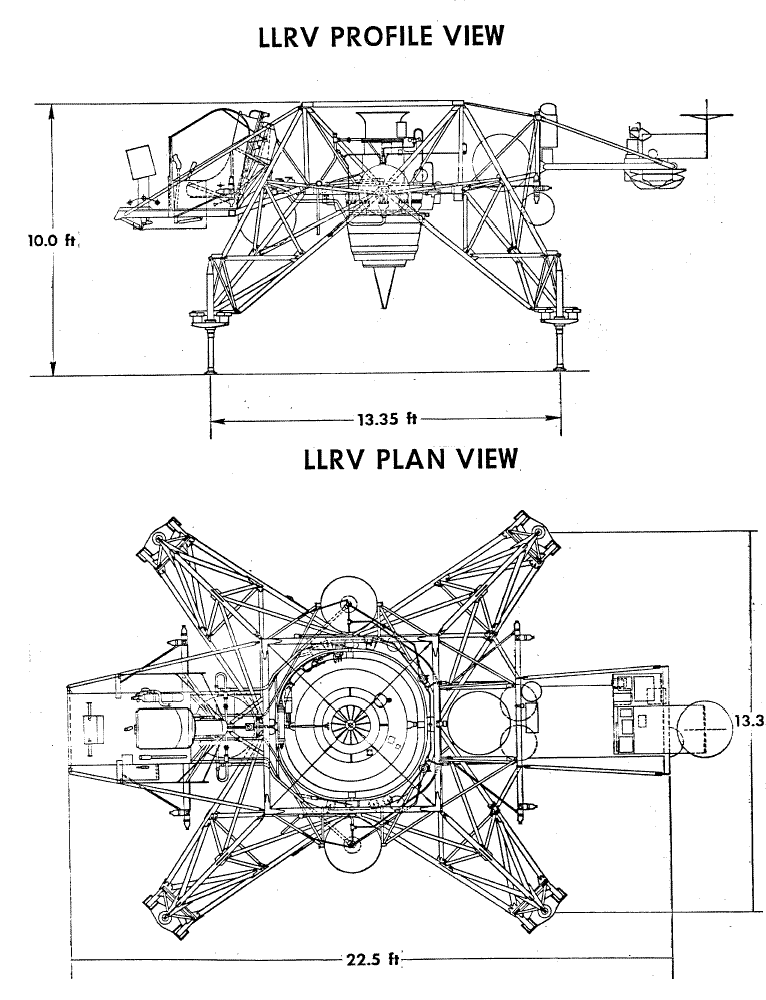
Чертёж первого образца летательного аппарата

### Технические характеристики
- Экипаж: 1 человек
- Длина: 6,85 м
- Ширина: 4,6 м
- Высота: 3,05 м
- Масса:
  - пустого: 1 138 кг
  - нормальная взлётная: 1 712 кг
  - максимальная взлетная: 1 780 кг
- Двигатель: 1 × ТРД General Electric CF-700-2V
  - Тяга: 1 × 1 905 кгс
- Основные двигатели: 2 × пероксид-водородных двигателя
  - Тяга (регулируемая): 2 × 45,6 - 226,8 кгс
- Рулевые двигатели: 16 × пероксид-водородных двигателя
- Дополнительные двигатели аварийной посадки: 6
  - Тяга: 6 × 226,8 кгс

### Лётные характеристики
- Максимальная скорость: 64 км/ч
- Практический потолок: 1800 м
- Скороподъемность: 18,3 м/с
- Тяговооружённость: 1,07
- Продолжительность полёта: 10 мин